# Тимирязев (Узбекистан)
Тимирязев (узб. Timiryazev / Тимирязев) — посёлок городского типа, расположенный на территории Зафарабадского района Джизакской области Республики Узбекистан.
Статус посёлка городского типа с 2009 года.